# Società Polisportiva Ars et Labor 1953-1954
Questa voce raccoglie le informazioni riguardanti la Società Polisportiva Ars et Labor  nelle competizioni ufficiali della stagione 1953-1954.

## Stagione
Stagione sul filo del rasoio per i biancoazzurri quella 1953-1954, la terza in Serie A, anche se poi il finale sarà dolce. La campagna acquisti estiva di Paolo Mazza porta alle cessioni del portiere Ottavio Bugatti al Napoli per 55 milioni, dell'attaccante Alberto Fontanesi alla Lazio per 40 milioni, del danese Niels Bennike al Genoa e di Goffredo Colombi al Novara. Sul fronte opposto la rosa viene puntellata dagli arrivi di Rinaldo Olivieri, dello svedese Dan Ekner e da due ritorni: quelli dell'attaccante Domenico De Vito e del portiere Renato Bertocchi.
Gli estensi disputano un campionato di bassa classifica. Per sapere chi deve accompagnare il Legnano in Serie B serve una coda di tre spareggi con Udinese e Palermo. A Milano con l'Udinese è notte fonda, poi friulani e siciliani pareggiano. Nello spareggio decisivo di Roma i rosanero vanno in vantaggio, poi pareggia Olivieri, la ripresa è un assedio spallino che fa crollare i palermitani a 12 minuti dal termine con una rete di Giorgio Bernardin, scovato da Mazza nel Lecce in Serie C: è il gol che vale la terza salvezza. Il capocannoniere biancazzurro di stagione è Aziz Esel Bülent con nove reti.

## Rosa
| N. |                   | Ruolo | Calciatore                |
| -- | ----------------- | ----- | ------------------------- |
|    | Italia (bandiera) | P     | Renato Bertocchi          |
|    | Italia (bandiera) | P     | Mario Camilloni           |
|    | Italia (bandiera) | D     | Gianfranco Dell'Innocenti |
|    | Italia (bandiera) | D     | Giorgio Bernardin         |
|    | Italia (bandiera) | D     | Aulo Gelio Lucchi         |
|    | Italia (bandiera) | D     | Giulio Pellicari          |
|    | Italia (bandiera) | C     | Marcello Castoldi         |
|    | Italia (bandiera) | C     | Onorio Busnelli           |
|    | Italia (bandiera) | C     | Gianluigi Stefanini       |
|    | Italia (bandiera) | C     | Erasmo Zamperlini         |
|    | Italia (bandiera) | C     | Mido Bimbi                |

| N. |                    | Ruolo | Calciatore          |
| -- | ------------------ | ----- | ------------------- |
|    | Italia (bandiera)  | C     | Francesco Bizzai    |
|    | Svezia (bandiera)  | A     | Dan Ekner           |
|    | Turchia (bandiera) | A     | Aziz Esel Bülent    |
|    | Italia (bandiera)  | A     | Rinaldo Olivieri    |
|    | Italia (bandiera)  | A     | Sergio Sega         |
|    | Italia (bandiera)  | A     | Domenico De Vito    |
|    | Italia (bandiera)  | A     | Franco Cardinali    |
|    | Italia (bandiera)  | A     | Carlo Fontanesi     |
|    | Italia (bandiera)  | A     | Giuseppe Bortolotti |
|    | Italia (bandiera)  | A     | Ero Rossi           |

## Risultati

### Serie A

#### Girone di andata
| Arbitro: | Maurelli (Roma) |

|                               |           |                         |
| Marzani 2’, 15’, 62’ Janda 7’ | Marcatori | 54’ Olivieri 77’ Bülent |

| Arbitro: | Guarnaschelli (Pavia) |

|                          |           |          |
| Bülent 11’ Stefanini 72’ | Marcatori | 5’ Conti |

| Arbitro: | Maurelli (Roma) |

|                                                      |           |                          |
| Buzzin 10’ Skoglund 16’ Lorenzi 37’ Brighenti II 40’ | Marcatori | 39’ Stefanini 64’ Bülent |

| Arbitro: | Jonni (Macerata) |

|              |           |            |
| Olivieri 36’ | Marcatori | 35’ Amadei |

| Arbitro: | Piemonte (Monfalcone) |

|          |           |                                     |
| Manzardo | Marcatori | 15’ Ekner 21’ De Vito 72’ Cardinali |

| Ferrara 18 ottobre 1953 6ª giornata | SPAL              | 0 – 0 | Roma | Stadio Comunale\| Arbitro: \| Liverani (Torino) \| |
| Arbitro:                            | Liverani (Torino) |       |      |                                                    |

| Arbitro: | Campanati (Milano) |

|           |           |           |
| Szőke 15’ | Marcatori | 75’ Ekner |

| Ferrara 1º novembre 1953 8ª giornata | SPAL             | 0 – 0 | Bologna | Stadio Comunale\| Arbitro: \| Orlandini (Roma) \| |
| Arbitro:                             | Orlandini (Roma) |       |         |                                                   |

| Arbitro: | Righi (Milano) |

|              |           |  |
| Giovetti 38’ | Marcatori |  |

| Arbitro: | Grandville (Roma) |

|                                   |           |                           |
| Bülent 35’ Olivieri 45’ Ekner 48’ | Marcatori | 8’ Bassetto 83’ Rasmussen |

| Arbitro: | Jonni (Macerata) |

|               |           |                             |
| Stefanini 15’ | Marcatori | 30’, 89’ Praest 78’ Ricagni |

| Arbitro: | Marchetti (Milano) |

|                         |           |              |
| Burini 22’ Bredesen 57’ | Marcatori | 64’ Olivieri |

| Arbitro: | Maurelli (Roma) |

|             |           |             |
| Olivieri 4’ | Marcatori | 79’ Gratton |

| Arbitro: | Marchese (Napoli) |

|             |           |  |
| Giaroli 33’ | Marcatori |  |

| Ferrara 3 gennaio 1954 15ª giornata | SPAL                    | 0 – 0 | Triestina | Stadio Comunale\| Arbitro: \| Coppa (Mariano Comense) \| |
| Arbitro:                            | Coppa (Mariano Comense) |       |           |                                                          |

| Arbitro: | Scaramella (Roma) |

|                                                                       |           |             |
| Sørensen 40’, 59’, 85’ Nordahl 47’ Vicariotto 49’ Liedholm 68’ (rig.) | Marcatori | 62’ De Vito |

| Arbitro: | Campanati (Milano) |

|                 |           |  |
| Carapellese 32’ | Marcatori |  |

#### Girone di ritorno
| Arbitro: | De Leo (Mestre) |

|                          |           |                 |
| Bülent 61’ Stefanini 79’ | Marcatori | 51’ (rig.) Arce |

| Genova 7 febbraio 1954 19ª giornata | Sampdoria       | 0 – 0 | SPAL | Stadio Luigi Ferraris\| Arbitro: \| Rigato (Mestre) \| |
| Arbitro:                            | Rigato (Mestre) |       |      |                                                        |

| Arbitro: | Massai (Pisa) |

|                       |           |                 |
| Castoldi 52’ Sega 69’ | Marcatori | 15’, 20’ Buzzin |

| Arbitro: | Guarnaschelli (Pavia) |

|                              |           |            |
| Castelli 53’ Amadei 55’, 87’ | Marcatori | 37’ Bülent |

| Arbitro: | De Leo (Mestre) |

|                  |           |  |
| Ekner 12’ (rig.) | Marcatori |  |

| Arbitro: | Corallo (Lecce) |

|                                        |           |  |
| Pandolfini 35’ Ghiggia 56’ Bettini 71’ | Marcatori |  |

| Arbitro: | Orlandini (Roma) |

|                            |           |               |
| Bülent 9’ Fontanesi II 52’ | Marcatori | 87’ Menegotti |

| Arbitro: | Scaramella (Roma) |

|                                 |           |                  |
| Randon 73’ Bernardin 88’ (aut.) | Marcatori | 66’ Fontanesi II |

| Arbitro: | Valsecchi (Milano) |

|                             |           |                                      |
| Bülent 32’ Fontanesi II 72’ | Marcatori | 35’ Biagioli 84’ Buhtz 88’ Bertoloni |

| Arbitro: | Massai (Pisa) |

|  |           |            |
|  | Marcatori | 44’ Bülent |

| Arbitro: | De Leo (Mestre) |

|                                              |           |           |
| Ricagni 44’ Boniperti 88’ Manente 90’ (rig.) | Marcatori | 17’ Ekner |

| Arbitro: | Liverani (Torino) |

|  |           |          |
|  | Marcatori | 35’ Fuin |

| Arbitro: | Scaramella (Roma) |

|            |           |             |
| Gratton 8’ | Marcatori | 74’ De Vito |

| Arbitro: | Marchetti (Milano) |

|  |           |                      |
|  | Marcatori | 77’ (rig.) Martegani |

| Arbitro: | Orlandini (Roma) |

|                                   |           |  |
| Curti 5’ Lucentini 49’ Dorigo 56’ | Marcatori |  |

| Ferrara 23 maggio 1954 33ª giornata | SPAL              | 0 – 0 | Milan | Stadio Comunale\| Arbitro: \| Scaramella (Roma) \| |
| Arbitro:                            | Scaramella (Roma) |       |       |                                                    |

| Arbitro: | Maurelli (Roma) |

|              |           |  |
| Olivieri 47’ | Marcatori |  |

#### Spareggi salvezza
| Arbitro: | Liverani (Torino) |

|                           |           |  |
| Virgili 18’ Menegotti 31’ | Marcatori |  |

| Arbitro: | Jonni (Macerata) |

|              |           |                            |
| Lucchesi 19’ | Marcatori | 23’ Olivieri 78’ Bernardin |

## Statistiche

### Statistiche di squadra
| Competizione | Punti | In casa | In casa | In casa | In casa | In casa | In casa | In trasferta | In trasferta | In trasferta | In trasferta | In trasferta | In trasferta | Totale | Totale | Totale | Totale | Totale | Totale | DR  |
| Competizione | Punti | G       | V       | N       | P       | Gf      | Gs      | G            | V            | N            | P            | Gf           | Gs           | G      | V      | N      | P      | Gf     | Gs     | DR  |
| ------------ | ----- | ------- | ------- | ------- | ------- | ------- | ------- | ------------ | ------------ | ------------ | ------------ | ------------ | ------------ | ------ | ------ | ------ | ------ | ------ | ------ | --- |
| Serie A      | 26    | 17      | 6       | 7       | 4       | 18      | 17      | 17           | 2            | 3            | 12           | 15           | 36           | 34     | 8      | 10     | 16     | 33     | 53     | -20 |

### Statistiche dei giocatori
| Giocatore         | Serie A  | Serie A |
| Giocatore         | Presenze | Reti    |
| ----------------- | -------- | ------- |
| G. Bernardin      | 34       | 0       |
| R. Bertocchi      | 25       | -39     |
| M. Bimbi          | 6        | 0       |
| F. Bizzai         | 1        | 0       |
| G. Bortolotti     | 1        | 0       |
| A. Bulent         | 29       | 9       |
| O. Busnelli       | 30       | 0       |
| M. Camilloni      | 9        | -14     |
| F. Cardinali      | 11       | 1       |
| M. Castoldi       | 33       | 1       |
| G. Dell'Innocenti | 34       | 0       |
| D. De Vito        | 22       | 3       |
| D. Ekner          | 31       | 5       |
| C. Fontanesi (II) | 8        | 3       |
| A. Lucchi         | 29       | 0       |
| R. Olivieri       | 25       | 6       |
| G. Pellicari      | 4        | 0       |
| E. Rossi          | 1        | 0       |
| S. Sega           | 23       | 1       |
| G. Stefanini      | 10       | 4       |
| E. Zamperlini     | 8        | 0       |